# YuMZ T1

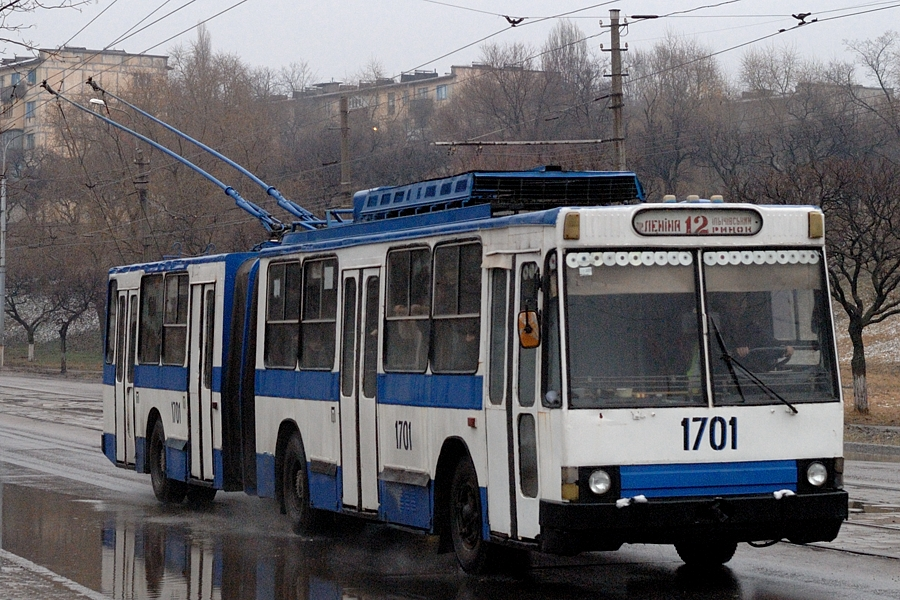
YuMZ T1

YuMZ T1은 우크라이나 드니프로(옛 이름 드니프로페트로우스크)와 파블로흐라드에 위치한 유즈마쉬 공장에서 생산된 트롤리버스 모델이다. 1992년부터 1998년까지 생산되었다.

## 개요
유즈마쉬는 기존에 생산된 키예프-11을 개량한 트롤리버스 모델을 생산했다. 이 공장은 몇 가지 결함을 제거하는 데에 성공했고 1992년 1월 15에는 최초의 YuMZ T1 트롤리버스가 시운전을 위해 드니프로페트로우스크 공장으로 이송되었다.
YuMZ T1의 장점 가운데 하나는 전자 기기(가속기와 서보모터)가 지붕에 위치하여 접근을 용이하게 한다는 것이다. 하지만 전기를 많이 소비하고 난방 시스템에 결함이 있다는 큰 단점도 있었다. YuMZ T1 트롤리버스는 구동 브리지 2개와 트랙션 모터가 달려 있어서 12%를 초과할 수도 있다.

## 상세 정보
- 길이: 18m
- 너비: 2.46m
- 높이: 3.43m
- 비적재 중량: 18.1t
- 수송 인원: 180명
- 엔진 출력: 2 x 130 kW